# Gabrielle Fitzpatrick
Gabrielle Fitzpatrick (nacida el 1 de febrero de 1967) es una modelo y actriz de cine y televisión australiana.
Fitzpatrick nació en Brisbane, Queensland, Australia. Ella y su familia son australianos de ascendencia irlandesa. Su primer trabajo fue como modelo profesional, y ahora trabaja como actriz.

## Filmografía

### Películas
| Año  | Título                     | Papel           |
| ---- | -------------------------- | --------------- |
| 2007 | The Last Sin Eater         | Bletsung McLeod |
| 1999 | Van Damme's Inferno        | Rhonda Reynolds |
| 1997 | Mr. Nice Guy               | Diana           |
| 1995 | Power Rangers: la película | Dulcea          |

### Series
| Año  | Título                  | Papel        |
| ---- | ----------------------- | ------------ |
| 2007 | Lost (Par Avion)        | Lindsey      |
| 2006 | Lost (Two for the Road) | Lindsey      |
| 2004 | North Shore (Pilot)     | Mrs. Farrell |
| 2004 | 24                      | Diana White  |